# サウスコル
サウスコル（英語: South Col）は、エベレスト（世界最高峰）とローツェ（標高世界第4位）の間にある鞍部（コル）である。ネパール側の南東の尾根からエベレストに登頂するとき、最終キャンプ（通常は第4キャンプ）はサウスコルに設営される。サウスコルは、普段は強風で吹き飛ばされて積雪はほとんどない。
サウスコルに最初に到達したのは、エドゥアール・ウィス・デュナンによる1952年のスイス隊によるエベレスト探検によってであったが、この時にはエベレスト山頂には到達できなかった。翌1953年のイギリス隊によるエベレスト探検ではエベレスト登頂に成功したが、この探検隊で最初にサウスコルに到達したのはウィルフリッド・ノイスとシェルパのAnnulluだった。探検隊のリーダーのジョン・ハント、サウスコル到達時のことを次のように回想している。
It was 2.40 p.m. Wilfrid Noyce and his companion Annullu stood at that moment above the South Col of Everest, at about 26,000 feet. They were gazing down on the scene of the Swiss drama, and they were also looking upwards to the final pyramid of Everest itself. It was a great moment for them both, and it was shared by all of us who watched it. Their presence there was symbolic of our success in overcoming the most crucial problem of the whole climb; they had reached an objective which we had been striving to attain for twelve anxious days.
午後2時40分、ウィルフリッド・ノイスと彼の同伴者であるAnnulluは、エベレストのサウスコルの上、約26,000フィート（7,900メートル）に立っていた。彼らはスイス隊のドラマの舞台を見下ろし、またエベレスト自体の最後の頂を見上げていた。それは彼らにとってすばらしい瞬間であり、それを見た我々全員が共有した。彼らの存在は、登頂全体の最も重大な問題を克服することの成功の象徴だった。彼らは、我々が12日間の不安な日々の間に達成しようとしていた目標を達成した。

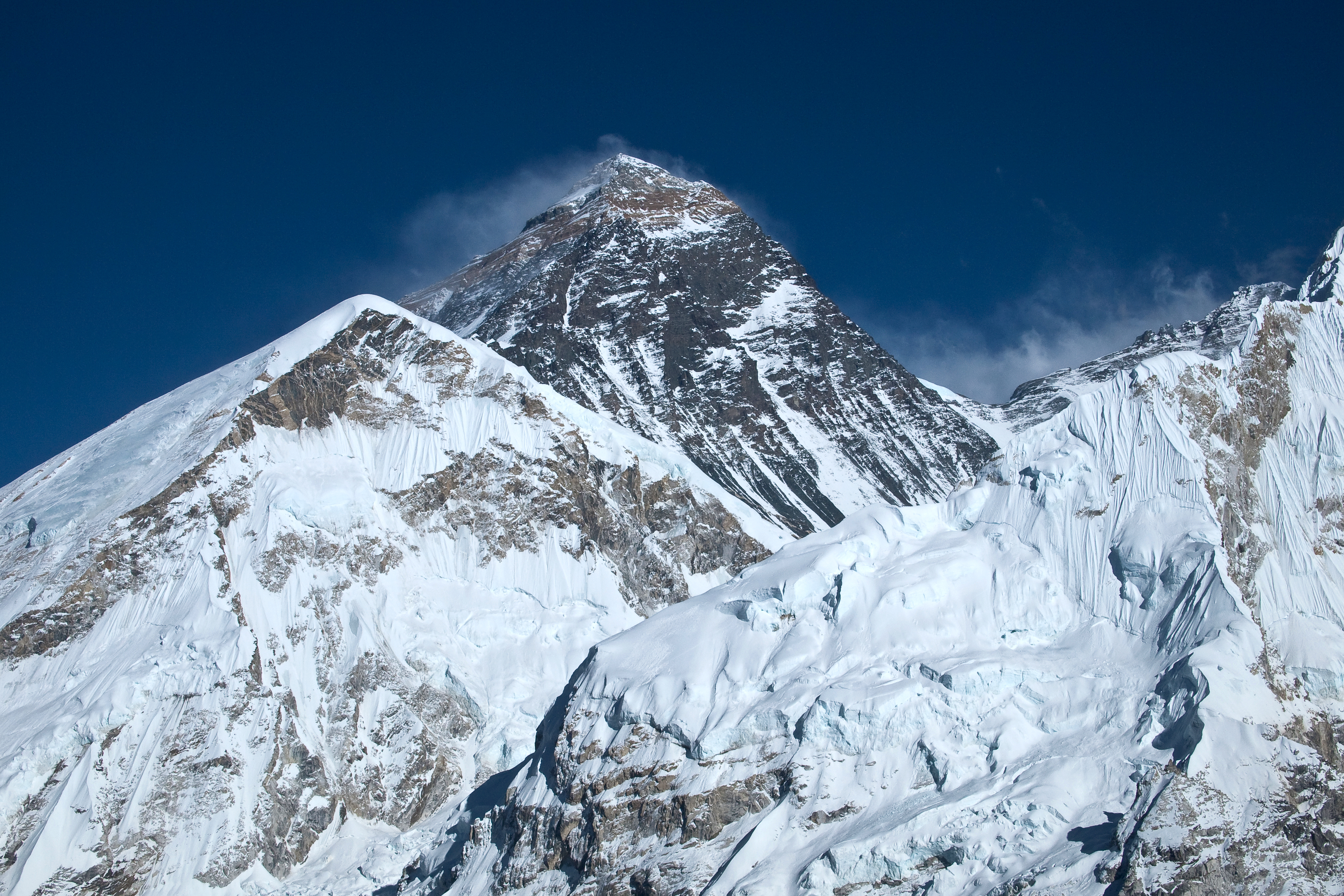
中央奥がエベレスト。エベレストの右側の日向の部分の尾根の最低点がサウスコル。

サウスコルより上は、デスゾーンと呼ばれる、酸素の薄さが人間の生存に影響を及ぼす領域となる。この高さでは、高山病が重大な脅威となり、容易に致命的となる可能性がある。また睡眠をとることが困難となり、ほとんどの登山家の消化機能は著しく低下するか完全に停止する。これは、この高度では、食物を消化するよりも体内に貯蔵されたエネルギーを使用する方が効率的だからである。ほとんどの登山者はここで酸素ボンベを使い始め、山頂へのアタックの猶予は2・3日しかない。登頂を試みるかどうかを決める重要な要素は、天候と風の強さである。この数日の間に天候が良くならなければ、ベースキャンプまで降りることを余儀なくされる。一旦ベースキャンプに戻った登山家が、同じ遠征で再びサウスコルに戻る機会を得ることはめったにない。
2005年、フランスのディディエ・デルサールはサウスコルにヘリコプター・ユーロコプターAS350 B3を着陸させた。その2日後、彼はエベレスト山頂へのヘリコプター着陸を史上初めて成功させた。